# Nathaniel Kleitman
Nathaniel Kleitman (26 avril 1895 - 13 août 1999), est un physiologiste américain et chercheur sur le sommeil qui est professeur émérite de physiologie à l'Université de Chicago. Il est reconnu comme le père de la recherche moderne sur le sommeil et est l'auteur du livre fondateur de 1939 Sleep and Wakefulness.

## Biographie
Nathaniel Kleitman est né à Chișinău, la capitale de la province de Bessarabie (aujourd'hui la Moldavie), en 1895 dans une famille juive. Il est profondément intéressé par la conscience et estime qu'il pouvait avoir un aperçu de la conscience en étudiant l'inconscience du sommeil. Des pogroms le conduisent en Palestine et, en 1915, il émigre aux États-Unis à la suite de la Première Guerre mondiale. À l'âge de vingt ans, il débarque à New York sans le sou ; en 1923, à l'âge de vingt-huit ans, il a fait ses études au City College de New York et obtenu un doctorat du département de physiologie de l'Université de Chicago avec une thèse sur "Etudes sur la physiologie du sommeil". Peu de temps après, en 1925, il rejoint la faculté là-bas. L'un des premiers sponsors de la recherche sur le sommeil de Kleitman est la Wander Company, qui fabriquait Ovaltine et espère en faire la promotion en tant que remède contre l'Insomnie.
Eugene Aserinsky, l'un des étudiants diplômés de Kleitman, décide de connecter les dormeurs à une première version d'un appareil d'électroencéphalogramme, qui griffonne sur 1/2 milles (804,672 m) de papier chaque soir. Au cours du processus, Aserinsky remarque que plusieurs fois par nuit, les dormeurs traversent des périodes où leurs yeux font des allers-retours irréguliers. Kleitman insiste pour que l'expérience soit répétée encore une fois, cette fois sur sa fille, Esther. En 1953, lui et Aserinsky présentent au monde le " mouvement rapide des yeux ", ou sommeil paradoxal. Kleitman et Aserinsky démontrent que le sommeil paradoxal est corrélé au rêve et à l'activité cérébrale. Un autre des étudiants diplômés de Kleitman, William Charles Dement, qui est professeur de psychiatrie à la faculté de médecine de Stanford, décrit cette année comme l'année où "l'étude du sommeil est devenue un véritable domaine scientifique".
Kleitman apporte d'innombrables contributions supplémentaires au domaine de la recherche sur le sommeil et s'intéresse particulièrement aux cycles "repos-activité", conduisant à de nombreuses découvertes fondamentales sur les rythmes circadiens et ultradiens. Kleitman propose l'existence d'un cycle d'activité de repos de base, ou BRAC, pendant le sommeil et l'éveil,.
Réputé pour sa rigueur personnelle et expérimentale, il mène des études de sommeil bien connues sous terre à Mammoth Cave, dans le Kentucky, et des études moins connues sous l'eau dans des sous-marins pendant la Seconde Guerre mondiale et au-dessus du cercle polaire arctique.